# James Dobson

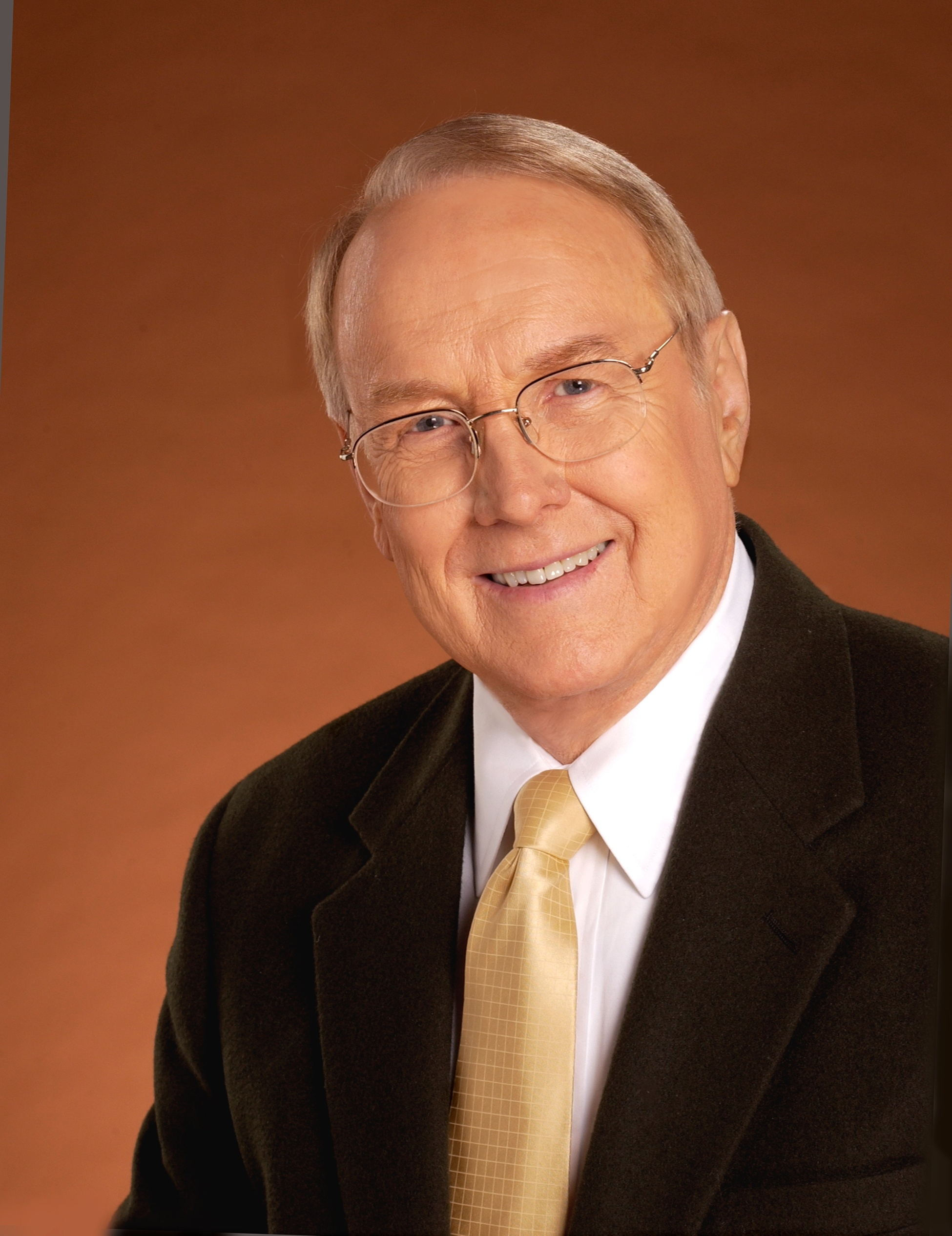
James Dobson

James Clayton (Jim) Dobson Jr. (Shreveport, 21 april 1936) is een Amerikaanse evangelist. Hij is de oprichter en voormalig voorzitter van Focus on the Family, een van meest invloedrijke organisatie binnen religieus rechts.

## Persoonlijk
De vader en grootvader van Dobson waren beiden evangelist binnen de Kerk van de Nazarener. Zelf studeerde Dobson psychologie aan de University of Southern California en behaalde in 1967 een doctoraat daarin. Hij werd bekend door zijn boek Dare to Discipline, dat ouders aanraadt om lijfstraffen te gebruiken tegen hun kinderen. Daarna schreef hij nog een groot aantal andere boeken.
Dobson is sinds 1960 getrouwd met Shirley (geen familienaam bekend). Het echtpaar heeft twee kinderen.
In 1984 werd James Dobson door de National Association of Evangelicals uitgeroepen tot “leek van het jaar”.  Het weekblad TIME en de website Slate zagen hem in die periode als een invloedrijke tele-evangelist. Dobson is vaak te gast bij Fox News Channel.

## Focus on the Family
Vooral ook door de activiteiten van Focus on the Family werd Dobson erg bekend in Amerika en won aan invloed. In 1977 richtte hij de organisatie op. In 2003 trad hij af als CEO en in 2009 als voorzitter van de Raad van Bestuur. Het hoofdkwartier van de organisatie is gevestigd in Colorado Springs. Dit was een evangelicale organisatie die vooral bekend werd in de jaren tachtig van de vorige eeuw. Zij maakt deel uit van religieus rechts en zet zich wereldwijd in voor bepaalde gezinswaarden, zoals het 'traditionele' huwelijk, het kiezen voor adoptie in plaats van  abortus, betrokkenheid en inspraak van ouders bij het onderwijs, seksuele onthouding tot het huwelijk en een gezond leefpatroon. Verder promoot de organisatie het idee van intelligent design en heeft zij zich tegen het fenomeen gokken gekeerd.
De organisatie had in 2008 een budget van 160 miljoen dollar. Zij produceert zelf dagelijks een eigen radioprogramma. Ook geeft zij zelf verschillende magazines uit. Focus on the Family steunt organisaties financieel als deze haar doelen nastreeft. Ook heeft zij verschillende telefonische hulplijnen en organiseert festivals en bijeenkomsten. Politici die haar doelen onderschrijven krijgen veel aandacht in, hoewel de organisatie nooit een voorkeur uitspreekt voor een individuele kandidaat. Ook laat zij haar aanhang actief lobbyen bij Congresleden voor bepaalde politieke standpunten.

## Politiek
Dobson is zelf lid van de Republikeinse Partij. In 2004 zette hij zich in om de benoeming van senator Arlen Specter  als voorzitter van het Amerikaanse Senaatscommissie voor Justitie te voorkomen. Dit was vooral vanwege diens pro-choice standpunt. Daarom steunde de schrijver als individu juist president George W. Bush in zijn campagnes. Mede dankzij Dobson kon Bush rekenen op veel stemmen uit het evangelicale kamp. Toch was hij ook kritisch op de Amerikaanse president. Zo verweet hij hem zich te weinig in te zetten voor de door zijn organisatie nagestreefde familiewaarden.
Tijdens de Republikeinse voorverkiezingen in 2008 voor het presidentschap verklaarde hij dat het tegen zijn geweten inging om op senator John McCain te stemmen wanneer hij de Republikeinse presidentskandidaat zou worden. Dobson had een voorkeur voor gouverneur Mike Huckabee. Hij sprak uiteindelijk pas zijn steun uit voor McCain toen Sarah Palin gekozen was als de Republikeinse kandidaat voor het vicepresidentschap. Hij sprak echter ook publiekelijk zijn afkeur uit toen haar 17-jarige dochter zwanger bleek te zijn. Dobson zei dat Palin niet alleen moest praten over pro-familie-waarden, maar dit ook moest uitleven.
Van Barack Obama moet hij niets hebben. Hij stelde dat  deze afweek van de traditionele uitleg van de Bijbel om deze te kunnen inpassen in zijn eigen wereldbeeld.
Na de verkiezing van Obama merkte Dobson op dat deze “verantwoordelijk zou worden voor de dood van miljoenen kinderen en misschien wel de meest liberale rechters in het Hooggerechtshof zou benoemen die er ooit zitting in hadden”.

## Dobson en Nederland
In Nederland is ook een afdeling van Focus on the Family actief. Zij is vooral gelieerd aan De Hoop in Dordrecht. De Nederlandse afdeling is mede verantwoordelijk voor de uitgave van een aantal boeken van Dobson in het Nederlands. Uitgeverij Kok Voorhoeve nam in 2004 een aantal boeken van Dobson uit de handel omdat daar een voorkeur werd uitgesproken voor het slaan van kinderen als middel voor disciplinering. Dit is in Nederland verboden.
- Bibliothèque nationale de France: cb126557359 (data)
- Catàleg d'autoritats de noms i títols de Catalunya: 981058617307306706
- CiNii: DA03886803
- Gemeinsame Normdatei: 121704912
- International Standard Name Identifier: 0000 0001 0830 8622
- Library of Congress Control Number: n79070038
- Nationale Bibliotheek van Letland: 000026994
- MusicBrainz: e78b520d-8287-4498-ad9c-09835a8b973b
- Bibliotheek van het Japanse parlement: 00438028
- Nationale Bibliotheek van Tsjechië: jn19990001803
- Nationale Bibliotheek van Israël: 987007451700505171
- Nederlandse Thesaurus van Auteursnamen: 069478309
- Istituto Centrale per il Catalogo Unico: IEIV144763
- SNAC: w6nd3xvc
- Système universitaire de documentation: 052460452
- Virtual International Authority File: 90052685
- WorldCat: E39PBJcrfbcBpY9jQBgwg6Vt8C